# Pep Ventura (metropolitana di Barcellona)
Pep Ventura è una stazione della L2 della metropolitana di Barcellona situata nel municipio di Badalona.
La stazione si trova sotto la Avinguda del Marqués de Mont-Roig, vicino alla Plaça de Pep Ventura, (che dà il nome alla stazione), a Badalona. Aperta nel 1985, come ultima stazione dell'ampliamento della L4 proveniente da La Pau. Nel 2002, la stazione divenne capolinea della L2, abbandonando la L4, e tale rimase fino all'inaugurazione del nuovo capolinea a Badalona Pompeu Fabra.